# Ельвсбюн
Ельвсбюн (швед. Älvsbyn) — селище на півночі Швеції, у лені Норрботтен. Має статус міста. Адміністративний центр комуни Ельвсбюн. Лежить на правому березі річки Пітеельвен. Населення — 4967 осіб, площа — 6,35 км².

## Населення
| Рік             | 1960 | 1970 | 1980 | 1990 | 2000 | 2010 |
| --------------- | ---- | ---- | ---- | ---- | ---- | ---- |
| Населення, чол. | 2832 | 3902 | 5445 | 5328 | 5176 | 4967 |

## Спорт
У місті є футбольний клуб «Ельвсбю» ІФ , що грає у 4 Дівізіоні шведської футбольної ліги.

## Транспорт
В місті є залізнична станція на маршруті між Стокгольмом і Буденом.

## Галерея

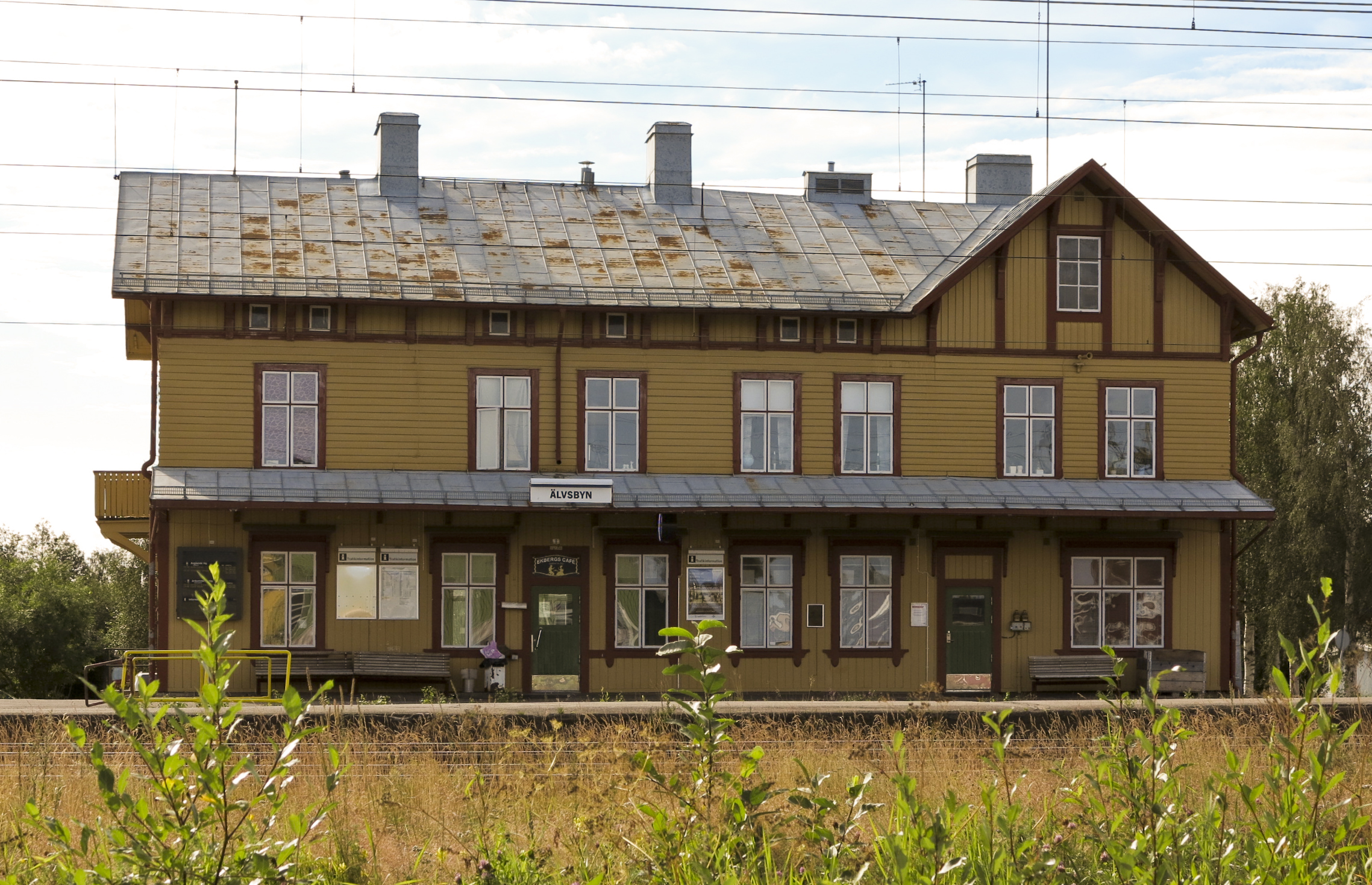
Залізнична станція.
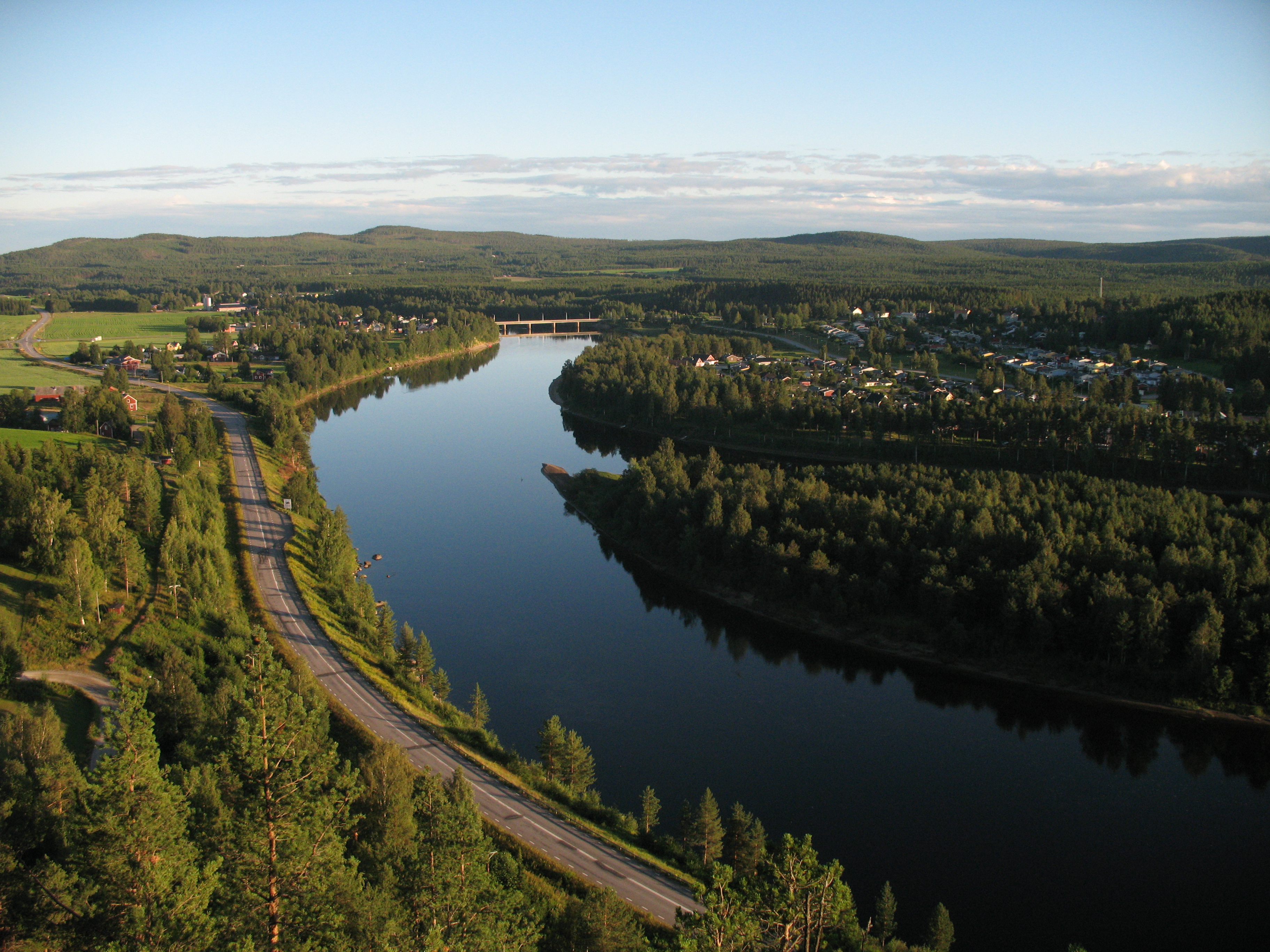
Південна частина міста і його околиці.